# Cantó de Valença d'Agen
El cantó de Valença d'Agen és un cantó francès del departament de Tarn i Garona, situat al districte de Los Sarrasins. Tenia 11 municipis fins a la reforma administrativa de 2015. Ara són 17. El cap és Valença d'Agen.

## Municipis
- Bodon
- Braçac
- Castèlsagrat
- Espalais
- Gascas
- Godorvila
- Golfuèg
- La Magistèra
- Lo Borg Devisac
- Montjòi
- Pèrvila
- Pomavic
- Sent Clar
- Sent Nasari de Valentana
- Sent Paul dels Pins
- Sent Vincenç de l'Espinassa
- Valença d'Agen

## Consellers generals[Cal actualitzar]
| Data d'elecció                           | Identitat          | Partit | Qualitat |
| ---------------------------------------- | ------------------ | ------ | -------- |
| 1985-                                    | Jean-Michel Baylet | PRG    |          |
| les dades anteriors no són pas conegudes |                    |        |          |
|                                          |                    |        |          |